# Повіт Міяко
Пові́т Мія́ко (яп. 宮古郡, みやこぐん, МФА: [mʲijako guɴ]) — повіт в префектурі Окінава, Японія. До складу повіту входить село Тарама. Станом на 1 липня 2012 року його площа становила 21,91 км². Населення складало 1175 осіб, а густота населення — 53,6 осіб/км².